# Villa di Castiglionchio

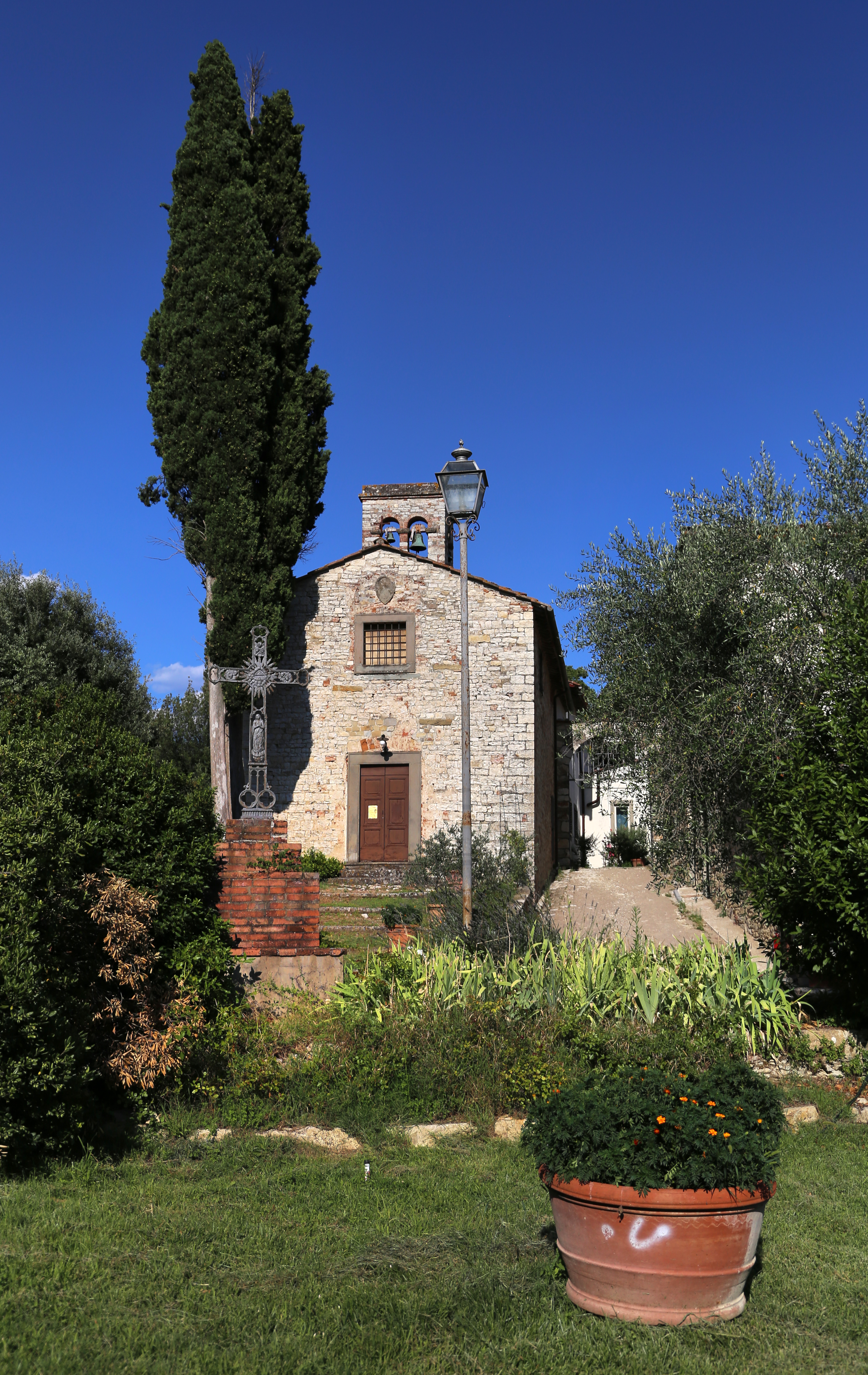
La cappella

La Villa di Castiglionchio o Castellonchio si trova nel Comune di Rignano sull'Arno, nelle vicinanze di Rosano e Pontassieve.

## Storia e descrizione
Si tratta di un complesso fortificato molto antico, con notizie certe almeno dal Duecento quando appartenne ai Ricasoli, in seguito permutato con la famiglia Quona che in seguito si fecero chiamare "da Castiglionchio" e che nel Cinquecento presero il cognome "Zanchini". I nuovi proprietari erano di parte guelfa e dopo la battaglia di Montaperti, nel 1260, vennero assaliti dai ghibellini che semidistrussero il complesso e successivamente, già nel Trecento, fu ricostruito forse su iniziativa del giurista Lapo da Castiglionchio il Vecchio che qui visse, e nel 1378 fu trasformato in villa. Nel 1480 appartenne ad Alberto di Averaldo di Castellonchio, che nelle dichiarazioni catastali dell'epoca lo indicò come "torre con casolare ed oratorio; non si abita al presente e a ragione dei terremoti che l'hanno tutta fessa".
Il castello vero e proprio è circondato da una piccola cinta muraria, che include anche la chiesetta e un terreno che un tempo era coltivato come hortus conclusus, nonché la torre in pietra, nucleo più antico del complesso. Vi si aprono due porte castellane.
La piccola chiesa di Santa Maria conserva all'altare una tela raffigurante l'Assunzione della Vergine, in cui appare a destra il committente Giovan Battista Zanchini abbigliato da cavaliere dell'Ordine di Santo Stefano, onorificenza che ricevette nel 1589, anno in cui è datata la pala, che riporta accanto ache le lettere intrecciate "L.B.", sigla che è stata interpretata come la firma di Ludovico Buti. Il pittore potrebbe averla eseguita in collaborazione con Benedetto Veli, autore degli affreschi coevi nel palazzo del committente e che potrebbe riconoscersi almeno nella figura della Vergine.